# Barbie Hsu
Barbie Hsu (en xinès, 徐熙媛; pinyin, Xú Xīyuán; 6 d'octubre de 1976 - 2 de febrer de 2025), també coneguda pel seu nom artístic Big S (大S; Dà S), va ser una actriu, cantant i presentadora de televisió taiwanesa, més coneguda pel seu paper principal a les dues temporades de la sèrie de televisió Liu xing hua yuan (2001-2002). Hsu va ocupar el 33è lloc al Forbes China Celebrity 100 el 2010 i el 45è el 2012.
El 29 de gener de 2025, Hsu va viatjar al Japó durant les vacances de l'Any nou xinès on, segons la seva germana, va agafar la grip. Va morir a Tòquio el 2 de febrer, a 48 anys. Originalment, es pensava que la causa de la mort era la pneumònia, derivada de complicacions de la grip, però després es va confirmar que va ser un xoc sèptic. La notícia de la seva mort per complicacions de la grip va provocar un augment de la demanda de vacunes contra la grip a Taiwan i altres parts de l'Àsia. Les restes de Hsu van ser incinerades al Japó i les seves cendres van ser retornades a Taiwan en un vol noliejat el 5 de febrer, i la seva família va dir que no es planejaria cap funeral a causa de la preferència de Hsu de "mantenir un perfil baix".